# Götzdorf (Kumhausen)

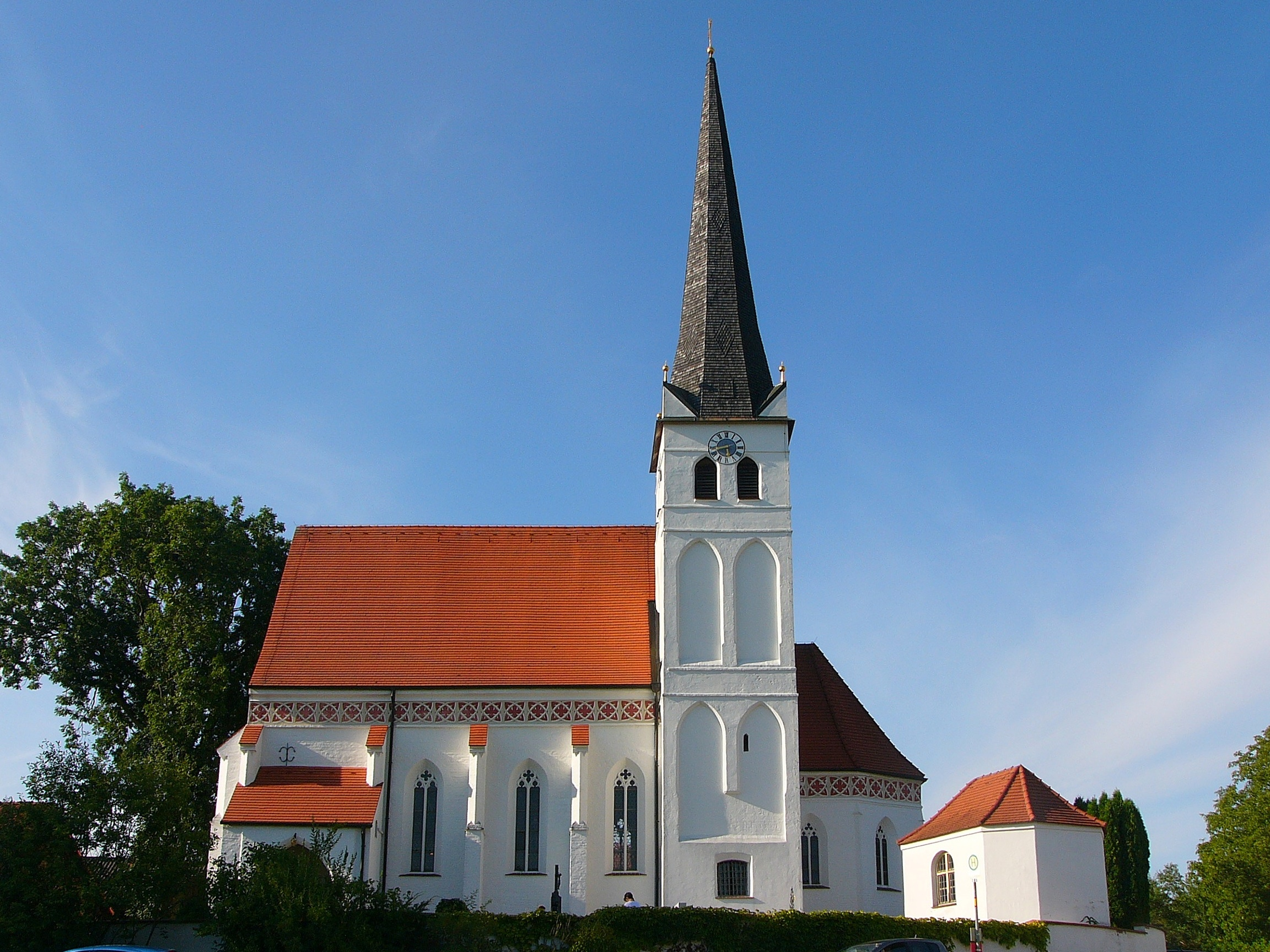
Die Filialkirche Maria Himmelfahrt

Götzdorf ist ein Gemeindeteil der Gemeinde Kumhausen im niederbayerischen Landkreis Landshut. Bis zum 31. Dezember 1970 bildete es eine selbstständige Gemeinde.

## Lage
Das Kirchdorf Götzdorf liegt etwa vier Kilometer südöstlich von Kumhausen im Isar-Inn-Hügelland an der Bahnstrecke Neumarkt-Sankt Veit–Landshut und an der Kreisstraße LA 21.

## Geschichte
Der Ort wurde in der Zeit des Herzogtums Bayern durch die Dorfgasse zwischen den Zuständigkeitsbereichen der Landgerichte Teisbach und Erding aufgeteilt. Aus dem Steuerdistrikt Obergangkofen ging endgültig 1818 die Gemeinde Götzdorf hervor, die zum Landgericht, Bezirksamt und schließlich zum Landkreis Landshut gehörte.
1831 hatte Götzdorf 72 Einwohner, 1863 82 Einwohner. Die gleichnamige Gemeinde mit über 200 Einwohnern umfasste die Ortsteile Altenbach, Berndorf, Götzdorf, Höhenberg, Obergrund, Rahstorf, Rostberg, Salzdorf, Semmelweg und Untergrub. Mit Wirkung vom 1. Januar 1971 ging die Gemeinde Götzdorf im Zuge der Gebietsreform in Bayern größtenteils in der neuen Gemeinde Kumhausen auf, der andere Teil kam zum Stadtteil Berg der kreisfreien Stadt Landshut.

## Sehenswürdigkeiten
- Filialkirche Mariä Himmelfahrt. Die spätgotische Anlage stammt aus dem Jahr 1466, der Spitzhelm wurde 1940 erneuert. Das Innere enthält eine Pieta von um 1500. Kirchlich gehört Götzdorf zur Pfarrei Obergangkofen.

## Vereine
- Bayerischer Bauernverband Götzdorf
- Jagdgenossenschaft Götzdorf
- Freiwillige Feuerwehr Götzdorf